# 比永维尔
比永维尔（法語：Bionville，法語發音：[bjɔ̃vil]）是法国默尔特-摩泽尔省的一个市镇，属于吕内维尔区。

## 地理
比永维尔（48°29'2"N, 7°0'39"E）面积12.14 平方千米，位于法国大東部大區默尔特-摩泽尔省，该省份为法国东北部内陆省份，是洛林的一部分，北邻比利时、卢森堡，北起顺时针与摩泽尔省、下莱茵省、孚日省和默兹省接壤。
与比永维尔接壤的市镇（或旧市镇、城区）包括：韦克桑库尔、阿拉尔蒙、吕维尼、普莱讷河畔拉翁、昂戈蒙、格朗方丹、皮埃尔佩尔塞、拉翁莱洛、圣索沃尔、普莱讷河畔塞勒。

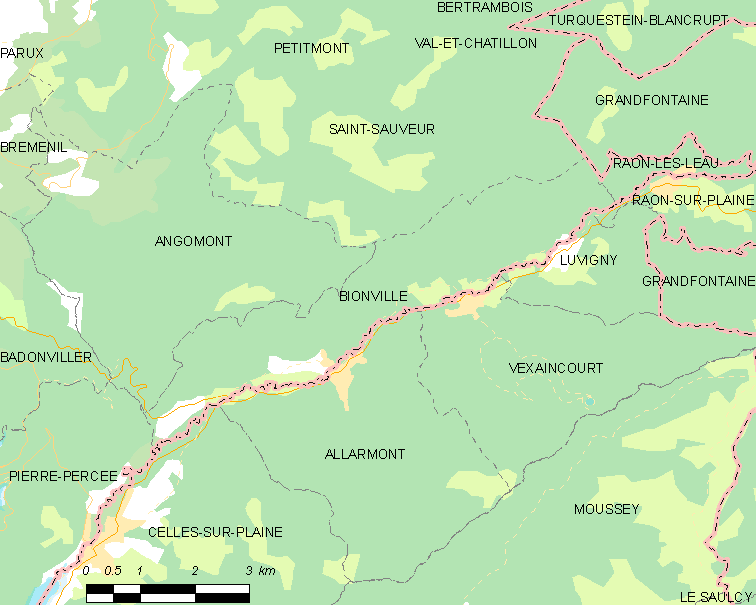
比永维尔的OSM定位图

比永维尔的时区为UTC+01:00、UTC+02:00（夏令时）。

## 行政
比永维尔的邮政编码为54540，INSEE市镇编码为54075。

## 政治
比永维尔所属的省级选区为巴卡拉县。

## 人口

1962-2008年间比永维尔人口变化图示

比永维尔于2022年1月1日时的人口数量为114人。